# Europastraße 501
Die Europastraße 501 (E 501) ist eine Europastraße, die sich von Le Mans durch die französische Region Pays de la Loire von Nordosten nach Südwesten bis Angers erstreckt. Sie beginnt am Autobahndreieck mit der E 50 (Autoroute A81) und endet nordöstlich von Angers bei Corzé am Autobahndreieck mit der E 60 (Autoroute A85). Die Strecke wurde von 1987 bis 1989 gebaut.

## Verlauf
Die E 501 verläuft streckenidentisch mit der Autoroute A11 (L'Oceane) zwischen Le Mans und Angers. Südlich von Noyen-sur-Sarthe quert die E 501 den Fluss Sarthe. Die E 501 quert östlich von Durtal die Départementsgrenze zwischen den Départements Sarthe und Maine-et-Loire. Wenige Kilometer westlich befindet sich dann die Brücke über den Loir. Bei Seiches-sur-le-Loir ist der Flughafen Angers-Marcé angeschlossen. Schließlich erreicht die E 501 das Autobahndreieck mit der E 60.